# Стефан Бериславић
Стефан Бериславић (1510 — 1535) био је српски деспот у Угарској, почевши од 1520. године. Био је најстарији син Иваниша Бериславића, српског деспота (1504—1514) и Јелене, рођене Јакшић, која је претходно била удата за Јована Бранковића (ум. 1502), последњег српског деспота из рода Бранковића, те је по том основу деспотска титула, заједно са поседима, прешла на њеног другог мужа Иваниша, а потом и на њиховог сина Стефана.
Кад му је умро отац, Стефан је имао мање од десет година, тако да му је титула деспота званично додељена тек 1520. године, од стране тадашњег угарског краља Лудвига II Јагелонца. После пораза Угара на Мохачу 1526. године, у Угарској су се створиле две политичке струје; једну је предводио нови краљ Фердинанд Хабзбуршки на чију страну је првобитно стао и српски деспот Стефан Бериславић, па му је ердељски војвода Јован Запоља, који је као вођа друге струје такође био проглашен за угарског краља, одузео ово достојанство. Међутим, ова одлука није имала стварног ефекта, тако да је Стефан наставио да носи деспотско звање све до своје смрти 1535. године.
Уз њега се као српски деспот у Угарској помиње и Радич Божић (1527-1528), коме је то достојанство било додељено од стране Јована Запоље.
Мехмед-бег Јахјапашић је имао бројне поседе у Славонији, које је увакуфио за одржавање својих задужбина у Београду. Имао је и чифлук у кадилуку Брод који су сачињавле хасса-парцеле и млин, познати као Деспотове земље. Деспотове земље су редовно употребљавана ознака за добра која је поседовао титуларни српски деспот Стефан Бериславић, а која су доласом Османлија прешла у руке појединих османских великаша. Пре и за време турске владавине у Славонији данашњи Славонски Брод је називан Деспот Брод по српским деспотима Вуку Бранковићу (Тврђава Вуковац у Славонском Броду) и Стефану Бериславићу, који су ту имали своје поседе. Стефан Бериславић је био ожењен Катарином Баћани (умрла после 1542), ћерком Балтазара Баћанија (1452-1520), Бана Јајачке Бановине (1494 и 1502). Полсе смрти свога мужа, бивша деспотица Србије се у писму из Стоног Београда, датираном 1 март 1542, обраћа свом брату Ференцу Баћанију (1497-1566), некадашњем бану Хрватске (1325-1327) обавештавајући га да је Мурат-Бег Тардић већ освојио Ораховицу, притом истичући страх да ће и Стони Београд ускоро пасти у руке Османлија.